# فندق بريطانيا العظمى
فندق بريطانيا العظمى (اسم الواجهة بالفرنسية: Hôtel Grande Bretagne) هو فندق فاخر. يقع في وسط أثينا، على الجانب الشمالي من ميدان سنتغما، عند تقاطع شارعي بانيبيستيميو وفاسيليوس جورجيو. تقع بشكل قطري من البرلمان اليوناني وعلى بعد كيلومتر واحد من الأكروبوليس. الفندق عضو في سلسلة الفنادق «ذا لاكشري كولكشن».

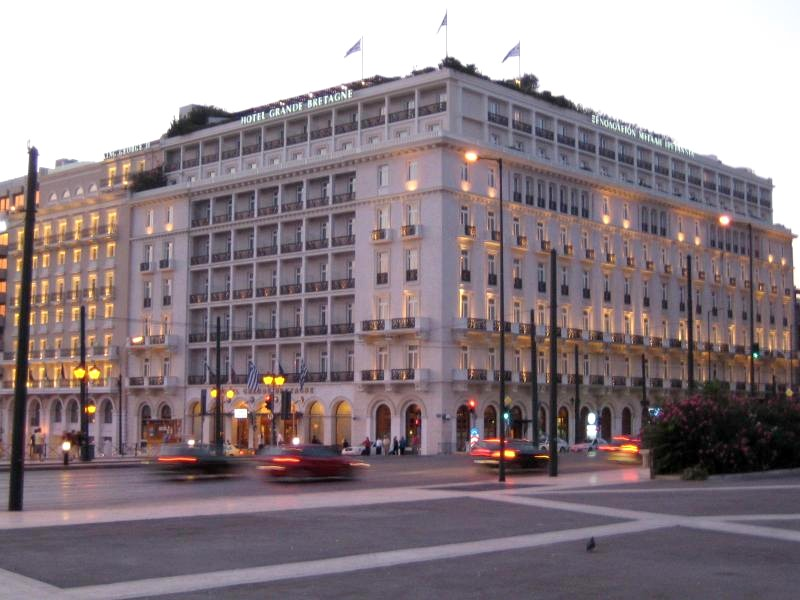
الفندق في وسط أثينا

## التاريخ
تم تأسيس الفندق في عام 1866 من قبل مركز سافاس، وهو في الأصل من إبيروس، وكان يقع في البداية في مبنى على شارعي ستاديو وكاراجيورجي في صربيا. يعتبر العميل الأول هو فينيزيلوس روفوس. في عام 1874 تم نقل العمل الفندقي إلى قصر أنتونيس ديميتريو، الذي تم بناؤه عام 1842 واستقر حتى يومنا هذا. في عام 1878 انضم إلى نظام المساهمة.
بينيز أثناء الحرب اليونانية الإيطالية ومعركة اليونان في 1940-1941، كان الفندق يضم المقر العام اليوناني. أثناء احتلال المحور، كان الفندق بمثابة مقر للنازيين. عندما انسحب المحور من اليونان عام 1944، جعلت القوات البريطانية منه مقراً لهم.
خلال المراحل الأولى من الحرب الأهلية اليونانية، كان الفندق يضم رئيس الوزراء جورجيوس باباندريو ومجلس الوزراء وقوة المساعدة العسكرية البريطانية بقيادة الجنرال رونالد سكوبى.
خلال عام 2003، خضع فندق بريطانيا العظمى لعملية تجديد بقيمة 112 مليون يورو. يحتوي الفندق على 320 غرفة وجناحًا، بما في ذلك جناح بمساحة 400 متر مربع (4305 قدم مربع) في الطابق الخامس. الفندق يحتوى أيضا على مطعم حديقة على السطح.

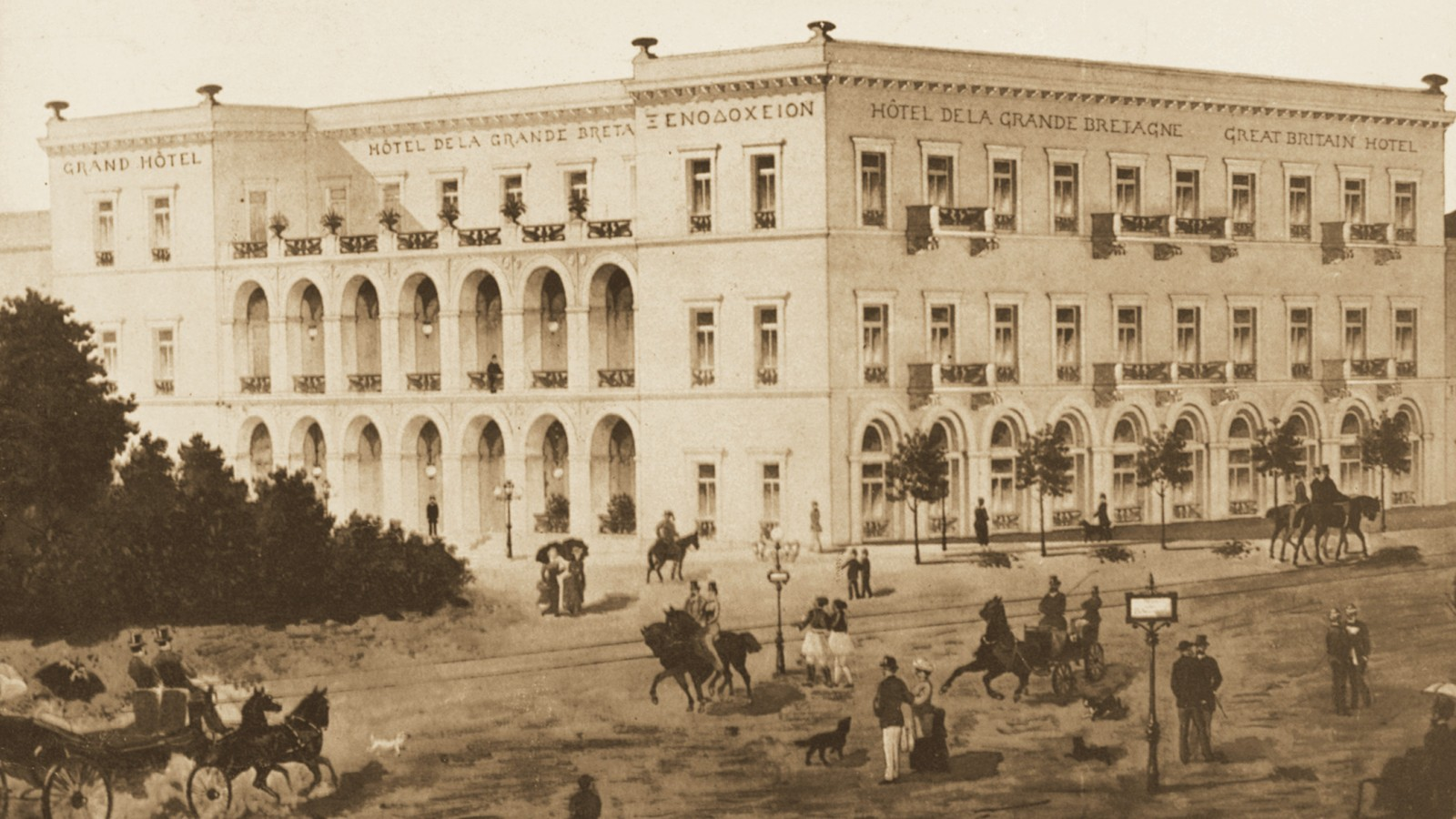
الفندق في عام 1874، في قصر ديميتريو الأصلي الذي صممه ثيوفيل هانسن.